# Кардашов, Арсен Магомедгаджиевич
Арсен Магомедгаджиевич Кардашов (27 сентября 1938, Буйнакск, Дагестанская АССР, РСФСР, СССР) — Народный художник Дагестана, заслуженный деятель искусств ДАССР, член союза художников СССР.

## Даты жизни и творчества
1936 - родился в г. Буйнакск, (Темир - Хан - Шура, бывшая столица Дагестана). Отец Кардашов
Магомедгаджи (1915-1952) родом из с.Унчукатль Дагестан. Мать Капиева Эйжамал (1917-1940) родом из с. Кумух, Дагестан.
1940 - смерть матери, живёт на попечении её сестёр Хайбат, Бриллиант г. Буйнакск.
1943 - смерть отца, живёт на попечении сестры отца Асият в с. Унчукатль, Дагестан.
1945 - отец вторично жениться на Мариям Кардашовой, живёт с ними г. Бухара.
1954 - после смерти отца живёт на попечении его брата Абубакара г. Махачкала.
1956 - по окончании ремесленного училища эл. монтажник в горных районах Дагестана.
1963 - знакомство с художниками Курбановым, Ефимовым, Сунгуровыми, в общении и дружбой с ними, стал писать, рисовать.
1965 - по окончании строительного техникума гл. инженер Алькеевского производственного управления Татарской АССР. С этюдником не расстается.
1966 - переезд в Ленинград. Прораб СУ41 на Кировском заводе, вечерние подготовительные курсы при ЛИСИ.
1969 - женитьба на Богатовой Валентине Алексеевне, родилась дочь Эйжамал ( Жанна Жума).
1971 - в составе художественного отряда ЛВХПУ им. В.И. Мухиной, оформление школы, освоение, проектирование: эскизы, картоны для исполнения настенной фресковой живописи темперой г. Набережные Челны.
1973 - совместно с С. Крикуненко, В. Акулиничевым, Э. Пасховером, В. Соколовым. Оформления дворца культуры, гобелены, г. Ковдор.
1974 - совместно с Р. Магометовым оформление ресторана «Дружба». Декоративное панно, росписи по ткани. Г. Набережные Челны.
1975 - защита дипломного проекта в ЛВХПУ имени В.И. Мухиной, гобелен «Победа» посвящённого 30 летию победы над фашизмом.
Художник на текстильной фабрике «Новость»1975-1987г: Сувенирные платки «Белые ночи», Ленинград, восточные орнаменты.
Оформление детсада «Буратино», гобелены, г. Набережные Челны.
Серия керамических блюд в мастерской Ю. Новикова Ленинград.
1976 - родилась дочь Наталья.
Соткан гобелен «Время»
Совместная с Р. Магометовым выставка в выставочном зале с. х. Махачкала
1977 - соткан гобелен - триптих «Мир и Война», после экспонирования его на всесоюзной выставке «60 лет октябрьской Революции» находится в Государственном художественном музее Алтайского края.
1978 - поездка на творческую дачу С.Х.СССР, Челюскинская, январь, февраль, г. Москва
1980 - соткан гобелен -триптих «Два цвета времени» Ленинград. Лауреат конкурса «Лучший гобелен года», Ленинград. Творческая командировка в Армению: Ереван, Гарни, Эчмиадзин.
1981 - персональная выставка в выставочном зале с. х. Махачкала.
1982 - присвоено почётное звание «Заслуженный деятель искусств ДАССР».
1983 - соткан гобелен «Воспоминания», в музее изо. им. П. С. Гамзатовой, Махачкала.
1984 - создано «Общество оранжевого абажура». Петербург,
1985 - соткан гобелен «Реквием» посвящённый 40 летию победы над фашизмом. с. х РСФСР.
           Творческая командировка: Бухара, Самарканд.
1987 - соткан гобелен «Альтернатива», музей изо. Махачкала.
1988 - персональная выставка в выставочном зале с. х. Махачкала.
           Оформление VIP апартаментов Пулково-2, шёлк, роспись, Ленинград.
1989 - участие в III международном симпозиуме текстиля в Дзинтари, Латвия.
1990 - персональная выставка в музее скульптуры, Ленинград.
1991 - персональная выставка в чайном домике летнего сада, Ленинград.
1992 - персональная выставка в Мраморном дворце Русского музея, Ленинград.
           Персональная выставка в галерее «АРТ ГОРОД», Петербург.
1993 - участие в международном симпозиуме текстиля, мраморный дворец Русского музея.
1995 - персональные выставки в издательстве «АРС»:1995,1996,1997,1999,2000,2001.
           Участие в международном симпозиуме текстиля, музей СПХПА им, Штиглица. Петербург.
1997 - участие в выставке «200 лет имаму Шамилю», музей на литейном, Петербург.
           Создано объединение художников дагестанцев «Открытая ладонь», Петербург.
2002 - персональная выставка в «ПЕРВОЙ ГАЛЕРЕЕ» Махачкала.
2008 - персональная выставка в галерее «VO ART» Махачкала.
           Персональная выставка в галерее «Национальный центр», Петербург.
2010 - персональная выставка в галерее «Амбассадор», Петербург.
2013 - присвоено почётное звание «Народный художник республики Дагестан».
           персональная выставка в выставочных залах Елагиноостровского музея, Петербург.
2014 - персональная выставка в «Культурном центре Е. Образцовой», Петербург.
2015 - персональная выставка в выставочном зале с. х. Махачкала.
2018 - персональная выставка в галерее «ТУМАН АРТ», Петербург.
2021 - участие в выставке посвящённой 20 летию «ОТКРЫТОЙ ЛАДОНИ», Музей изо, Махачкала.
2022 - участие в выставке «95 лет союзу художников СССР», Петербург.

### Каталоги
- Каталог выставки молодых художников Ленинграда. 1974
- Каталог выставки «К 60-летию Великого Октября». Москва, Советский художник, 1977
- Каталог-афиша выставки молодых художников Ленинграда. Ленинград, 1980
- Альбом «Советская Россия VI». Москва, Советский художник, 1981
- Коваль Р. Статья в каталоге выставки «Художники Ленинграда». Ленинград, Художник РСФСР, 1983
- Боровский А. Каталог юбилейной выставки в Махачкале. Ленинград, Изд. ЛОСХ, 1988
- Евсеева Р. Каталог выставки в музее городской скульптуры. СПб, 1990.
- Юрьева Т. Каталог «Центр искусств им. С. П. Дягилева». СПб, Искусство СПб, 1993
- Каталог «Международная выставка восточноевропейских стран». Тур, Бельгия, 1993
- Каталог выставки «65 лет ЛОСХ—СПСХ». СПб, Петрополь, 1998
- Каталог выставки дагестанских художников Санкт-Петербурга «В горах мое сердце». СПБ, Издательство «АРС», 2001
- Каталог выставки «70 лет ЛОСХ—СПСХ». СПб, Петрополь, 2003
- Альбом АРСЕН КАРДАШОВ издательство "ЛАД", СПБ  2005
- Каталог ’Выставки «Биеннале. Пастели». СПб, 2005
- Каталог Салона петербургских художников. «Артерия». Часть1. СПб, 2007
- Каталог выставки «Вдохновение, музыка и живопись — образ жизни». СПб, 2007
- Дагирова Д. Иллюстрированная энциклопедия «Художники Дагестана. 1917—2007». Махачкала, Лотос, 2007
- Магомедова - Чалабова М. Каталог персональной выставки в галерее «ВОАРТ». Махачкала, Изд. центр Дидковского, 2008
- Каталог выставки «75 лет ЛОСХ—СПСХ». СПб, Петрополь, 2008
- Магомедова - Чалабова М. Каталог юбилейной персональной выставки в галерее «Национальный центр». Махачкала, Изд. центр, Дидковского, 2008
- Каталог Салона петербургских художников. «Артерия». Часть 2. СПб, 2008
- Альбом  АРСЕН КАРДАШОВ в горах моё сердце-душа в Петербурге изд. АРС 2009
- Дагирова Д. Изобразительное искусство Дагестана XX - XXI век 2020
- Каталог Юбилейной выставки "Открытая ладонь" музей ИЗО им. Патимат Гамзатовой   Махачкала  2021

### Журналы
- «И древнее и современное». Советский Дагестан, № 5, 1976
- Крамаренко Л. «Художники России — 60-летию Октября». Декоративное искусство СССР № 949, 1978
- СтриженоваТ. «Гобелены Советской России VI». Декоративное искусство СССР, № 980, 1980
- Астратьянц Н. «Цвет, свет, жизнь…». Советский Дагестан, № 1, 1989
- Шахмарданова Л. «Выставка А. Кардашова». Советское декоративное искусство, № 8, сборник. Советский художник, 1986
- Киселева 0. «Нетрадиционное». Искусство Ленинграда, № 7, 1990.
- Магомедова-Чалабова М. «Изобразительное искусство Дагестана в творчестве художников-лакцев». Возрождение, № 7, 2001
- Селененкова. «Беслан, боль твоя в сердце моем». Декоративное искусство, № 1, 2005
- Ахмедханов Д. «Арсен Кардашов: о времени и о творчестве». Дагестан, № 5, 2007
- Резникова Н. «В горах — мое сердце, душа — в Петербурге». Проджи, № 4, 2008
- Жужлева А. «Теплый космос Арсена Кардашова». Бизнес-Успех, № 4, 2008
- Шведова С. «Воплощенные грезы». Дагестан, № 3, 2008
- Бессараб В. "Открытая ладонь". Дагестан №4,  2020

### Газеты
- Андреева В., Иванов И. «Ночь из шерсти и хлопка». Смена, 95.11.1979
- Беленький Л. «Признание». Комсомолец Дагестана, 22.19.1981
- Фиш Э. «Поэзия родного дома». Дагестанская правда, 19.10.1981
- Беленький Л. «Штрихи к творческому портрету». Вечерний Ленинграда, 31.08.1989
- Фиш Э. «Радость открытия». Дагестанская правда, 03.10.1989
- Мусиева Д. «Увидеть мир неравнодушными глазами». Дагестанская правда, 09.05.1989
- Алиев М. «В мастерской художника». Ильчи (на лакском языке), 09.09.1994
- Муртузалиева С. Дагестанская панорама, № 6, 18—94.10.1999
- «Обманка для искусствоведа». Что делать?, № 31, 14.08.2000
- Омаев М. «Другой Кавказ». Тверской курьер, № 19, 05.05.2001
- Фатуллаева Р. «В горах — мое сердце, душа — в Петербурге». Дагестанская панорама, 09.08.2009
- Кумаева К. «Шелковый путь Арсена Кардашова». Дагестанская панорама, 01 08.2008
- Бессараб В. «Из Петербурга с любовью». Аргументы и факты в Дагестане, № 30, 2008

### Другие публикации
- Альманах «С-Петербург-Флорида». 1998. Илл. к статье А. Килипенко. Графика
- Пресс-релиз выставки «Шелковый путь Арсена Кардашова» в "Первой галерее" современного. искусства. Махачкала, 2008
- Альманах «Санкт-Петербург—2002». Илл. К поэме Р. Капиева «Корабль Тезея». Графика
- Альманах Фонда им. Д. С. Лихачева «Культура и общество». № 1. Издательство «АРС», 2005. Илл. Графика
- Альманах Фонда им. Д. С. Лихачева «Культура и общество». № 2—3. Издательство «АРС», 2006. Илл. Графика